# Heterosteidae
Los heterosteidos (Heterosteidae) son una familia extinta de placodermos artródiros de gran tamaño, de hábitos bénticos con distintivos cráneos aplanados y triangulares muy anchos en la parte posterior y estrechos en la anterior, que vivieron durante el período Devónico.

## Géneros

### Herasmius
Este género procede de depósitos de agua dulce de edad del Eifeliano inicial del miembro Verdalen de la Formación Stjørdalen en la serie Wood Bay, en Spitzbergen, Noruega. Aparte de ser más pequeño que Heterosteus, Herasmius difiere por tener un cráneo comparativamente más ancho y corto.

### Heterosteus
Este género incluye a la mayor especie de la familia así como uno de los mayores entre los artródiros, estimándose que la especie tipo, H. asmussi, tenía una longitud corporal de más de 6 metros. El género difiere de Herasmius por tener las órbitas oculares en proyecciones relativamente alargadas. Las varias especies se han encontrado en depósitos de edad del Givetiano en Europa y Groenlandia. Con la excepción de la especie alemana H. rhenanus, todas las especies proceden de depósitos de agua dulce: H. rhenanus se basa en fragmentos hallados en un depósito marino.

### Yinostius
Este género es conocido de especímenes de edad del Emsiano de la región de Wuding de Yunnan, China. En su anatomía general, es extremadamente similar a los géneros europeos, aunque difiere de estos por su tamaño levemente menor, la forma de la placa nucal y en varias de las proporciones del cuerpo.